# Интервальные тренировки
Интерва́льные трениро́вки — чередование интервалов высокой и низкой интенсивности физических нагрузок. Интервалы тренировок  измеряются периодами времени или расстояния.
При подготовке к спортивным соревнованиям профессиональные спортсмены используют интервальные тренировки, ставшие популярными в 1960-х годах.  Существуют несколько разновидностей программ интервальной тренировки.
Интервальная тренировка с большой интенсивностью стремится уменьшить общий объём тренировки за счёт увеличения усилий, затрачиваемых во время интервалов высокой интенсивности.

## Принцип работы
Основным показателем нагрузки является пульс. Организм начинает сжигать жир только при частоте сердечных сокращений 65—75% от максимального значения (которое, в свою очередь, рассчитывают как: x=220-v, где x — максимально допустимый пульс, v — возраст человека).
Среднее время занятия — около 1 часа, так как при таких тренировках требуется от 20 до 40 минут, чтобы запустить механизм сжигания жира.
Другой принцип используют в интервальном тренинге. Частота пульса в таком случае должна достигать 85-95% от максимального значения. Тогда тело будет сжигать 90% углеводов, 1% белков и 10% жиров.

## Польза
В исследовании было показано, что у людей с избыточным весом и ожирением высокоинтенсивные интервальные тренировки с использованием четырёх подходов четырёхминутных интервалов улучшают VO 2 max в большей степени, чем краткосрочные умеренные непрерывные тренировки. VO 2 max спортсмена позволяет ему потреблять больше кислорода во время тренировки, повышая способность выдерживать более длительные аэробные нагрузки.
Исследования также показали, что интервальные тренировки могут вызывать адаптацию, подобную выносливости, что соответствует увеличению способности всего тела и скелетных мышц к окислению липидов и улучшению структуры и функции периферических сосудов.
Есть некоторые доказательства того, что интервальные тренировки также полезны для пожилых людей и людей с ишемической болезнью сердца, но необходимы дальнейшие исследования.
Комбинация интервальных тренировок, непрерывные физические упражнения улучшают состояние сердечно-сосудистой системы и повышают уровень холестерина ЛПВП, что снижает риск сердечно-сосудистых заболеваний.
Этот метод тренировок может быть более эффективным для сжигания жира, чем просто тренировки с умеренной интенсивностью в течение той же продолжительности. Это связано с эффектом повышения метаболизма интервалов высокой интенсивности.